# Gaddi (Thron)

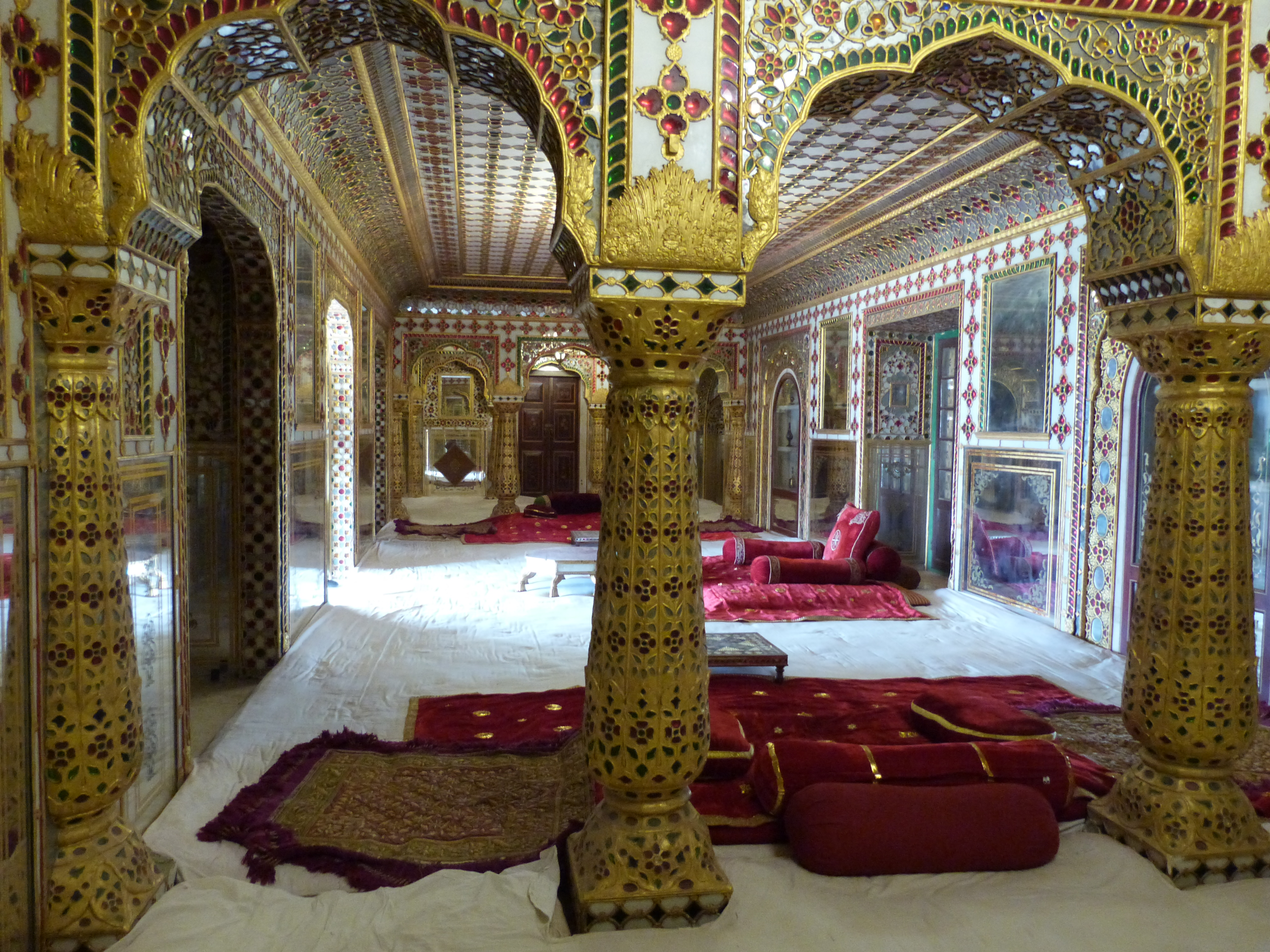
Gaddi in Jaipur

Gaddi (Hindi गद्दी gaddī; Marathi गाठी gāṭhī; dt.: "Ballen"), nannte man in den indischen Fürstenstaaten den Thron in Form eines oder mehrerer repräsentativer Stütz-, Sitz- oder Ruhekissen, die den Ehrenplatz des Herrschers ausmachten.
Der Thronsitz konnte dabei eine einfache Matte oder ein Teppich sein, an dessen Kopfende das Thronkissen, der Gaddi, die Möglichkeit zum Anlehnen gewährte. Meist war es aber ein – zumeist rechteckiges – Sitzkissen mit einem runden Rücken- und zwei flachen Stützkissen als Armlehnen.
Die Kissen waren in der Regel aus kostbarem Goldbrokat oder ähnlich wertvollen Stoffen angefertigt.

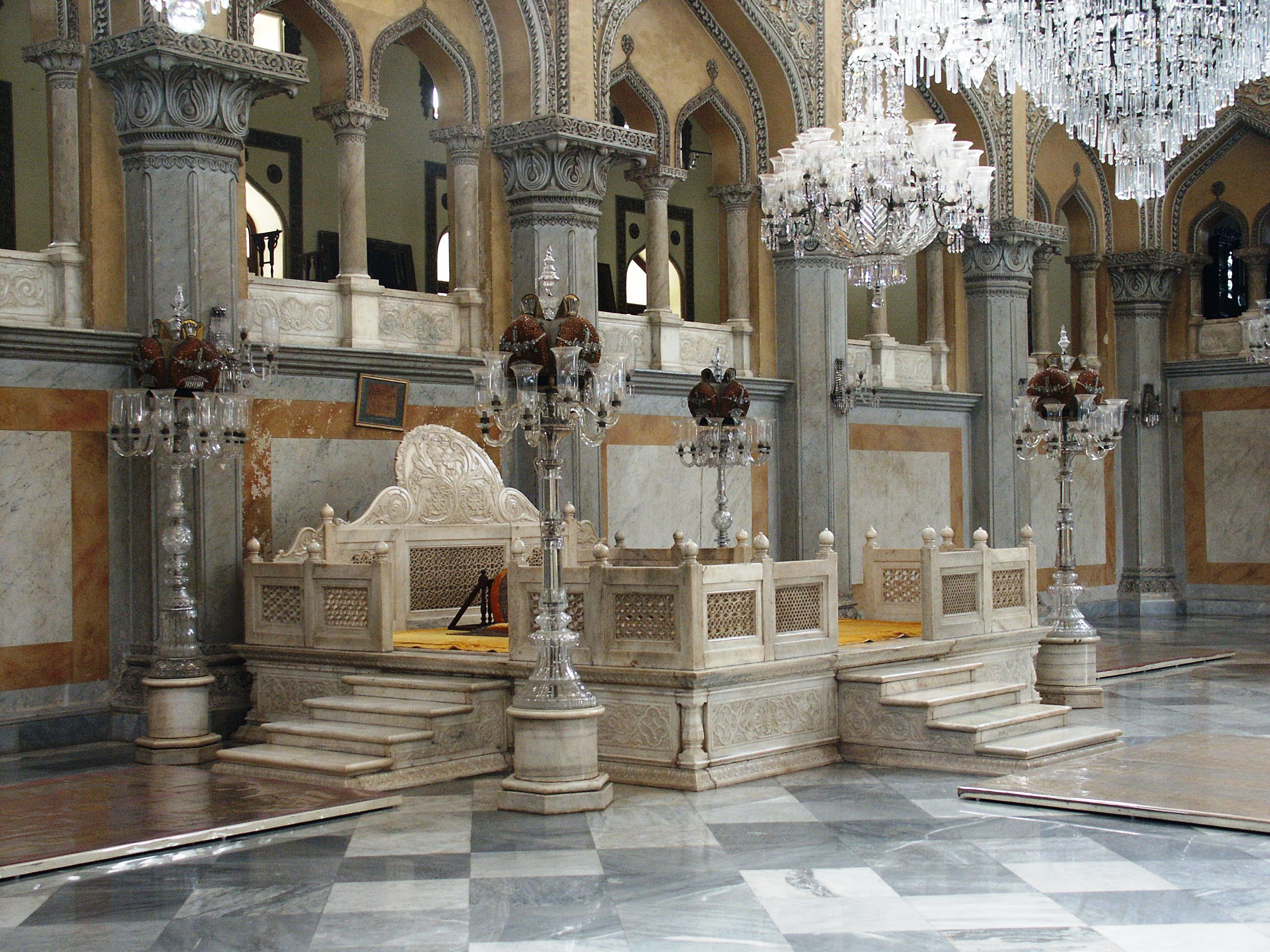
Gaddi des Nizam von Hyderabad, spätes 19. Jh.

"Auf den gaddi gesetzt werden" bedeutete, die Nachfolge als König oder Herrscher anzutreten ("Inthronisation").
Als gaddi wird auch das auf einem Elefanten angebrachte Polster bezeichnet.
Der Herrscherthron wurde auch, vor allem an muslimischen Höfen, mit dem persisch-arabischen Begriff musnud (oder musnad) bezeichnet, arabisch مسند, DMG musnad, von sanad "er ruht bzw. lehnt (sich) an etwas".

## Belege
1. ↑  Hobson-Jobson, S. 400 s.v. Guddy, Guddee
2. ↑  Hobson-Jobson, S. 600–601; Balfour, Cyclopaedia, Bd. 2, S. 891